# Achurjan
Achurjan – wieś w Armenii, w prowincji Szirak. W 2011 roku liczyła 7113 mieszkańców.